# COVID-19-Pandemie in Brandenburg
Die COVID-19-Pandemie tritt in Brandenburg seit 2020 als Teil der weltweiten COVID-19-Pandemie und im Besonderen der COVID-19-Pandemie in Deutschland auf. Die Pandemie betrifft die neuartige Erkrankung COVID-19. Diese wird durch das Virus SARS-CoV-2 aus der Gruppe der Coronaviridae verursacht und gehört in die Gruppe der Atemwegserkrankungen.

Ausbreitung von COVID-19 über die Landkreise und kreisfreien Städte im März 2020

Am 3. März 2020 wurde in Brandenburg erstmals eine positiv getestete Infektion auf das Coronavirus bestätigt. Die Person kehrte aus Südtirol in den Landkreis Oberhavel zurück. Bereits seit dem 27. Februar 2020 galten Teile von Norditalien laut Robert Koch-Institut als COVID-19-Risikogebiet. Ab dem 11. März 2020 stufte die Weltgesundheitsorganisation (WHO) das Ausbruchsgeschehen des neuartigen Coronavirus als weltweite Pandemie ein.

## Statistik

### Infektionsfälle
Bestätigte Infektionen (kumuliert) in Brandenburg
(nach Daten des RKI aus COVID-19-Pandemie in Deutschland)
- Die negativen Werte sind auf Meldefehler und Korrekturen zurückzuführen.

Bestätigte Infektionen (neue Fälle) in Brandenburg
(nach Daten des RKI aus COVID-19-Pandemie in Deutschland)
7-Tage-Inzidenz (Infektionen je 100.000 EW und Woche) in Brandenburg
(nach Daten des RKI aus COVID-19-Pandemie in Deutschland)

### Todesfälle
Bestätigte Todesfälle (kumuliert) in Brandenburg
(nach Daten des RKI aus COVID-19-Pandemie in Deutschland)
Bestätigte Todesfälle (täglich) in Brandenburg
(nach Daten des RKI aus COVID-19-Pandemie in Deutschland)
Anmerkungen
1. 1 2 3 4 5  Hier sind Fälle aufgelistet, die dem RKI über den Meldeweg oder offizielle Quellen mitgeteilt wurden. Da es sich um eine sehr dynamische Situation handelt, kann es zu Abweichungen oder Verzögerungen zwischen den RKI-Fällen und Angaben anderer Stellen, etwa der betroffenen Bundesländer oder der Weltgesundheitsorganisation (WHO), kommen.
2. 1 2 3 4  Für den 14. Juni 2020 teilt das RKI mit: „Baden-Württemberg, Brandenburg und Hamburg haben am Wochenende keine Daten übermittelt.“

## Reaktionen und Maßnahmen
Am 12. März 2020 wies die Landesregierung die Landkreise an, Allgemeinverfügungen zu erlassen, die Großveranstaltungen untersagten und Rückkehrern aus bestimmten Risikogebieten, das Betreten von öffentlichen Einrichtungen untersagte.
Mit einer Verordnung am 17. März 2020 untersagte das Land Brandenburg den Publikumsverkehr in Sport-, Freizeit- und Vergnügungsstätten, schränkte den Besuchsverkehr in Kliniken, Alten- und Pflegeheimen ein und untersagte den Betrieb von Einrichtungen der Behindertenhilfe, mit Ausnahme der dortigen Notbetreuung.
Ab dem 18. März verfügte Brandenburg eine landesweite Schulschließung. Eine Notbetreuung wurde in der Folge für Kinder, deren Eltern in systemrelevanten Berufen arbeiten, eingerichtet.
Diese Verordnung wurde zum 23. März 2020 durch eine weitere ersetzt. Die Landesregierung erließ dabei neben dem bundeseinheitlichen Kontaktverbot ein „Betretungsverbot für öffentliche Orte wie Wege, Straßen, Plätze und Parks“. Es wurden zahlreiche Ausnahmen definiert wie Arbeitstätigkeit, notwendige Einkäufe, Kinderbetreuung und Individualsport im Freien.
Am 9. April 2020 wurde zusätzlich die SARS-CoV-2-Quarantäneverordnung (SARS-CoV-2-QuarV) erlassen, die für Ein- und Rückreisende eine vierzehntägige Quarantäne vorschreibt. Sie gilt zunächst bis zum 19. April 2020.
Da Brandenburg ein Flächenland ist, lagen die positiven Testzahlen und Todeszahlen lange Zeit weit unter dem Bundesdurchschnitt. Ende März, Anfang April steckten sich jedoch im Klinikum Ernst von Bergmann Potsdam allein mehr als 100 der 2300 Mitarbeiter mit dem Virus an. Auch Patienten wurden in größerer Zahl angesteckt. Bis zum 14. April starben in der Klinik 24 Personen mit einem positiven Corona-Test – bei insgesamt 40 Todesopfern in dieser Zeit waren es mehr als die Hälfte. Besonders problematisch war, dass die geriatrischen Abteilung nicht streng isoliert war und die Wege der Patienten durch verschiedene Abteilungen der Klinik nicht mehr nachvollziehbar waren. Die Staatsanwaltschaft prüft Ermittlungen gegen drei leitende Ärzte und die beiden Geschäftsführer der Klinik. Aufgrund der Missstände wurde eine Neustrukturierung der Klinikbereiche in drei streng voneinander getrennte Bereiche beschlossen: in einen schwarzen Bereich mit positiv auf Corona getestete Patienten, weiß für negativ getestete Patienten und grau für Patienten mit ausstehenden Ergebnissen. Bis zum 16. April stieg die Zahl der im Klinikum verstorbenen Personen auf 36 an, bei 54 Toten im Land. Da die Klinik angeforderte Informationen zu den Ansteckungen nach mehrfacher Aufforderung nicht an die Landesregierung übermittelt hat, droht der Klinik nun ein Zwangsgeld. Nach zwei Wochen legte die Klinik am 16. April Daten vor, die jedoch als unvollständig angemahnt wurden. Die Erkrankungen betrafen auch die mehrere Kilometer vom Haupthaus entfernte Psychiatrische Klinik.
Am 15. April beschloss der Brandenburgische Landtag ein Notlagegesetz, das es Kommunalparlementen – Kreistagen und Gemeindevertretungen – erlaubt per Video- und Telefonkonferenzen zu tagen
Bis zum 16. April wurden 740 Millionen Euro Soforthilfen von der Landesregierung zur Verfügung gestellt.
Potsdam war die erste Stadt in Brandenburg, die am 20. April 2020 eine Maskenpflicht ab 27. April bekannt gab. Die brandenburgische Gesundheitsministerin Ursula Nonnemacher sprach sich am 21. April noch gegen eine Maskenpflicht aus. Nur drei Tage später beschloss das Kabinett jedoch eine solche Pflicht im ÖPNV und in Geschäften ab dem 27. April.
Mit dem wachsenden Impfangebot konnten bereits am 29. Juli 2021 starke Lockerungen der Regelungen eingeführt werden. Beispielsweise wurden die Kontaktbeschränkungen in der Öffentlichkeit aufgehoben und genesene, geimpfte oder getestete Personen konnten größtenteils wieder am normalen öffentlichen Leben teilnehmen.
Im Herbst 2021 stieg die Zahl der Neuinfektionen in Deutschland (und insbesondere in Bundesländern mit unterdurchschnittlicher Impfquote) stark an (siehe hier).
Der Landtag Brandenburg stellte am 13. Dezember 2021 die epidemische Notlage fest. Auch Die Linke (die kein Mitglied der Regierung ist) stimmte für den Antrag der Koalitionsfraktionen von SPD, CDU und Grünen.